# Екуменополіс

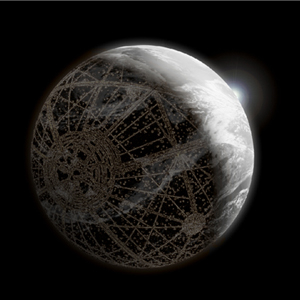
Трантор

Екуменополіс (грец. οἰκουμένη — Всесвіт, населений світ і πολης — місто) — надагломерація або глобальна агломерація, що утворює суцільну мережу розселення на поверхні планети. Термін відображає ідею остаточного злиття міських зон у єдине безперервне місто як результат нинішньої урбанізації, зростання населення, транспортних та людських мереж.
Термін введений в 1968 р. грецьким архітектором К. Доксіадісом (1913–1975 р.р.) в роботі «Ойкуменополіс 2100», передбачав розвиток цього безперервного «планетарного міста» переважно вздовж узбережжя світового океану. Доксіадіса залишав зони природи на 34 млн км² як заповідні території. Аграрні зони типу механізованих фабрик по його ідеї займуть 45% суші. На решту, міські території, відводиться 5%, тобто 3 млн км², населеної суші для створення всесвітнього міста. На думку автора, Ойкуменополіс знаменує собою кінцеву стадію процесу урбанізації на планеті.